# Alcamenca (distrito)
Alcamenca é um distrito do peru, departamento de Ayacucho, localizada na província de Victor Fajardo.

## Transporte
O distrito de Alcamenca é servido pela seguinte rodovia:
- PE-32A, que liga o distrito de Chiara à cidade de Puquio
- PE-30D, que liga o distrito de Palpa (Região de Ica) à cidade de Los Morochucos (Região de Ayacucho)[1][2][3]